# Etiopia na Letnich Igrzyskach Olimpijskich 1968
Etiopia na Letnich Igrzyskach Olimpijskich 1968 była reprezentowana przez 13 zawodników (sami mężczyźni, żadnej kobiety) w 3 dyscyplinach sportowych. Mamo Wolde zdobył 2 medale (złoty i srebrny).

## Występy reprezentantów Etiopii

### Boks
- Fantahun Seifu - waga piórkowa - 17. miejsce
- Tadesse Gebregiorgis - waga półśrednia - 17. miejsce
- Bayu Ayele - waga lekka - 17. miejsce
- Bekele Alemu - waga lekkośrednia - 17. miejsce

### Kolarstwo
- Tekeste Woldu - szosa - 53. miejsce
- Mikael Saglimbeni - szosa - DNF
- Mehari Okubamicael - szosa - DNF
- Yemane Negassi - szosa - DNF
- Fisihasion Ghebreyesus - szosa - DNF
- Drużynowo (Mikael Saqlimbeni, Yemane Negassi, Fisihasion Ghebreyesus, Tekeste Woldu) - 100 km na czas - 26. miejsce

### Lekkoatletyka
- Mamo Sebsibe - 800 m - nie dotarł do finału
- Tadesse Wolde-Medhin - 3 000 m przez płotki - nie dotarł do finału
- Gabrou Merawi - maraton - 6. miejsce
- Wohib Masresha - 5 000 m - 6. miejsce, 10 000 m - 8. miejsce
- Matias Habtemichael - 800 m - nie dotarł do finału, 1 500 m - nie dotarł do finału
- Fikru Deguefu - 5 000 m - 8. miejsce, 10 000 - 14. miejsce
- Abebe Bikila - maraton - DNF
- Tegegne Bezabeh - 400 m - 6. miejsce
- Mamo Wolde - 5 000 m - nie dotarł do finału, 10 000m - 2. miejsce, maraton - 1. miejsce

## Źródła
- Ethiopia at the 1968 Summer Olympics. Olympedia. [dostęp 2020-10-24]. (ang.).